# 施萬春
施萬春（1692年—？），字长仁，号青海，福建福清人，清朝政治人物。同進士出身。
雍正十三年（1735年）中举，乾隆七年（1742年）壬戌科進士，三甲第一百七十一名，后任邵武府府学教授。被称作“两榜进士”。
著有《罂山草堂诗文》。